# راهول شارما (لاعب كريكت)
راهول شارما (21 ديسمبر 1996 - ) هو لاعب كريكت هندي.

## وصلات خارجية
- راهول شارما (لاعب كريكت) على موقع إي آس بي آن كريك إنفو (الإنجليزية)